# Esperiopsis rugosa
Esperiopsis rugosa är en svampdjursart som beskrevs av Thiele 1905. Esperiopsis rugosa ingår i släktet Esperiopsis och familjen Esperiopsidae. Inga underarter finns listade i Catalogue of Life.